# Шерман, Реджинальд
Реджинальд А. Шерман (англ. Reginald A. Sherman, 1838 — 1894) — либерийский политик, член временного правительства Либерии с 26 октября 1871 года по 4 ноября 1871 года, вместе с Амосом Херрингом и Чарльзом Бенедиктом Данбаром. Временное правительство, пришедшее к власти в результате военного переворота, отстранившего президента Эдварда Джеймса Роя, по истечении 8 дней назначило временным президентом бывшего вице-президента Джеймса Скивринга Смита.